# Sperlingsherberge
Sperlingsherberge ist ein Wohnplatz der Gemeinde Ziethen des Amtes Joachimsthal (Schorfheide) im Landkreis Barnim in Brandenburg.

## Geographie
Der Ort liegt drei Kilometer nordwestlich von Groß-Ziethen und elf Kilometer südwestlich von Angermünde. Die Nachbarorte sind Grumsin im Norden, Altkünkendorf, Louisenhof und Albrechtshöhe im Nordosten, Luisenfelde und Töpferberge im Osten, Groß-Ziethen im Südosten, Försterei Groß-Ziethen und Althüttendorf im Südwesten sowie Neugrimnitz im Nordwesten. Nördlich befindet sich der Grumsiner Forst/Redernswalde, Teil des UNESCO-Welterbestätte Alte Buchenwälder und Buchenurwälder der Karpaten und anderer Regionen Europas. Ein ausgewiesener Wanderweg führt in die Grubensohle der ehemaligen Steingrube.